# ولادیمیر لوکاریچ

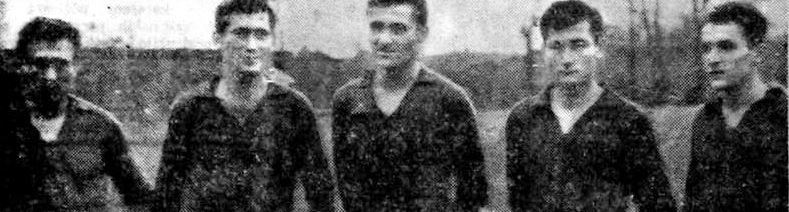
ولادیمیر لوکاریچ (از سمت چپ تصویر، نفر دوم) - ۱۹۶۱

ولادیمیر لوکاریچ (کرواتی: Vladimir Lukarić؛ زادهٔ ۲۱ ژانویهٔ ۱۹۳۹) بازیکن فوتبال اهل یوگسلاوی بود.
از باشگاه‌هایی که در آن بازی کرده‌است می‌توان به باشگاه فوتبال رییکا اشاره کرد.
وی همچنین در تیم ملی فوتبال یوگسلاوی بازی کرده‌است.